# Anarhichas orientalis
El Pez lobo del Pacífico o Pez lobo de Bering (Anarhichas orientalis) es un pez marino de la familia Anarhichadidae, el "pez lobo".

## Descripción
El pez lobo del Pacífico tiene un cuerpo alargado y comprimido, con un delgado caudal pedúnculo. Como otros peces lobo tiene largos dientes afiliados que sobresalen fuera de sus mandíbulas.
Puede crecer hasta 112 cm y 15 kg de peso, es de color marrón oscuro y carece de cualquier marca distintiva. La cabeza de los ejemplares juveniles puede tener manchas oscuras múltiples y de cuatro a cinco rayas longitudinales oscuras en el cuerpo superior.
La longitud de cabeza es aproximadamente de 19 a 21 por ciento de la longitud de cuerpo total.
Esta especie difiere de las otras cinco especies de su género teniendo al menos 53 rayos anales, de 81 a 86 espinas en la aleta dorsal, y más profundos caudales en las aletas.

## Distribución
El pez lobo del Pacífico tiene una distribución inexacta. Vive principalmente en el océano Pacífico Norte de Hokkaido al Mar de Ojotsk, a Alaska. A pesar de que está insuficientemente documentado, se sabe también que vive en el Mar de Bering y el Océano Ártico.

## Hábitat
El pez lobo del Pacífico vive en suelos pedregosos, grava y sustratos arenosos. También suele pacer en praderas submarinas de algas.

## Dieta
Se alimenta de invertebrados como cangrejos y moluscos.

## Otras subespecies
- Anarhichas lupus (pez lobo del Atlántico)